# Maria Katarzyna Gieysztor
Maria Katarzyna Gieysztor (ur. 25 listopada 1869 w Szałtupiach koło Suwałk, zm. w czerwcu 1948 w powiecie nyskim) – polska działaczka społeczna, nauczycielka.

## Życiorys
Była córką Emila i Jadwigi z Szusztów. Po ukończeniu (z wyróżnieniem) pensji Z. Czarnockiej w Warszawie pracowała od 1887 jako nauczycielka. Lata 1901–1909 spędziła na Suwalszczyźnie, gdzie była jedną z organizatorek Nadniemeńskiego Koła Ziemianek. Od 1909 uczestniczyła w działalności niepodległościowej w Warszawie; od 1913 w szeregach Polskiej Drużyny Strzeleckiej, w latach 1914–1918 w Polskiej Organizacji Wojskowej (była komendantką Oddziału Żeńskiego, pseud. Mirska).
W niepodległej Polsce kontynuowała działalność pedagogiczną i społeczną, była instruktorką oświatową, inicjatorką powstania i wieloletnią kierowniczką instytucji pomocy ociemniałym „Latarnia”; była również zatrudniona jako sekretarka w redakcji biuletynu Głównego Urzędu Statystycznego „Wiadomości Statystyczne”. W czasie II wojny światowej należała do AK.
Była odznaczona m.in. Krzyżem Walecznych i Złotym Krzyżem Zasługi.